# Amália Schkolnik
Amália Schkolnik (Polónia, ? - Brasil, 1932) foi uma imigrante polonesa que militou contra a segregação e exploração das prostitutas cariocas. Atuou principalmente através da Associação Beneficente Funerária e Religiosa Israelita (ABFRI), que visava proteger prostitutas judias que haviam sido rejeitadas pela comunidade judaica no Brasil. Foi nomeada sócia benemérita da instituição em 1925 e Sócia Fundadora em 1932.